# Ribe
Ribe je nejstarší dánské městečko. Nachází se zde románská katedrála a zřícenina královského hradu. V areálu hradu je pomník dánské královny Dagmar – dcery českého krále Přemysla Otakara I.

## Historie
Osada byla založena v první dekádě 8. století a první písemná zmínka o Ribe pochází z roku 854; je tak nejstarším existujícím městem v Dánsku (a celé Skandinávii). Město oslavilo 1300. výročí v roce 2010.

## Osobnosti města
- Christen Aagaard (1616–1664), básník
- Jacob Augustus Riis (1849–1914), americký fotograf, sociolog, novinář a spisovatel z Dánska

## Partnerská města
- Balleroy, Francie
- Ely, Spojené království
- Güstrow, Německo
- Krems, Rakousko
- Leikanger, Norsko
- Ratzeburg, Německo
- Strängnäs, Švédsko
- Tchaj-nan, Tchaj-wan

## Galerie

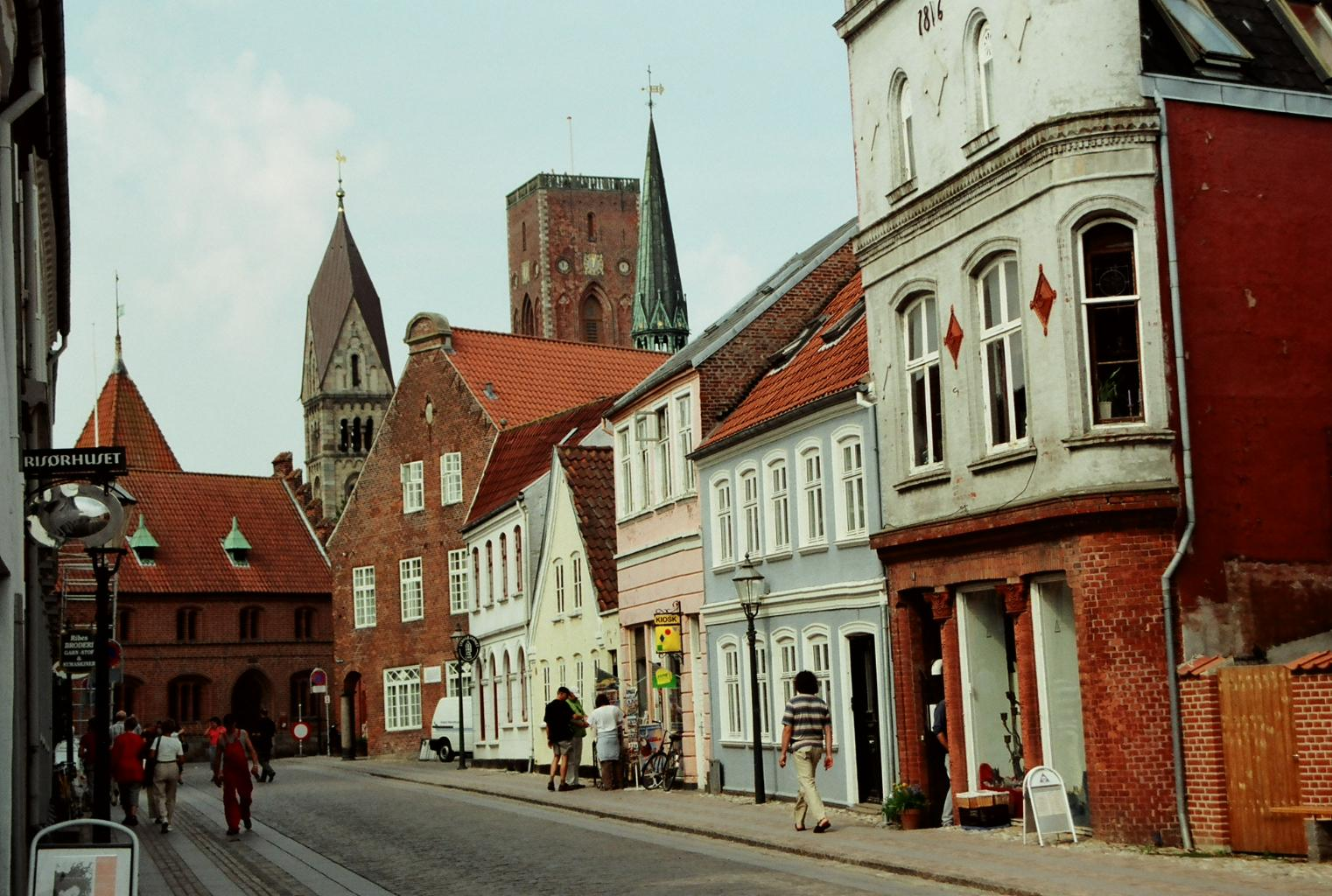
Ulice ve městě
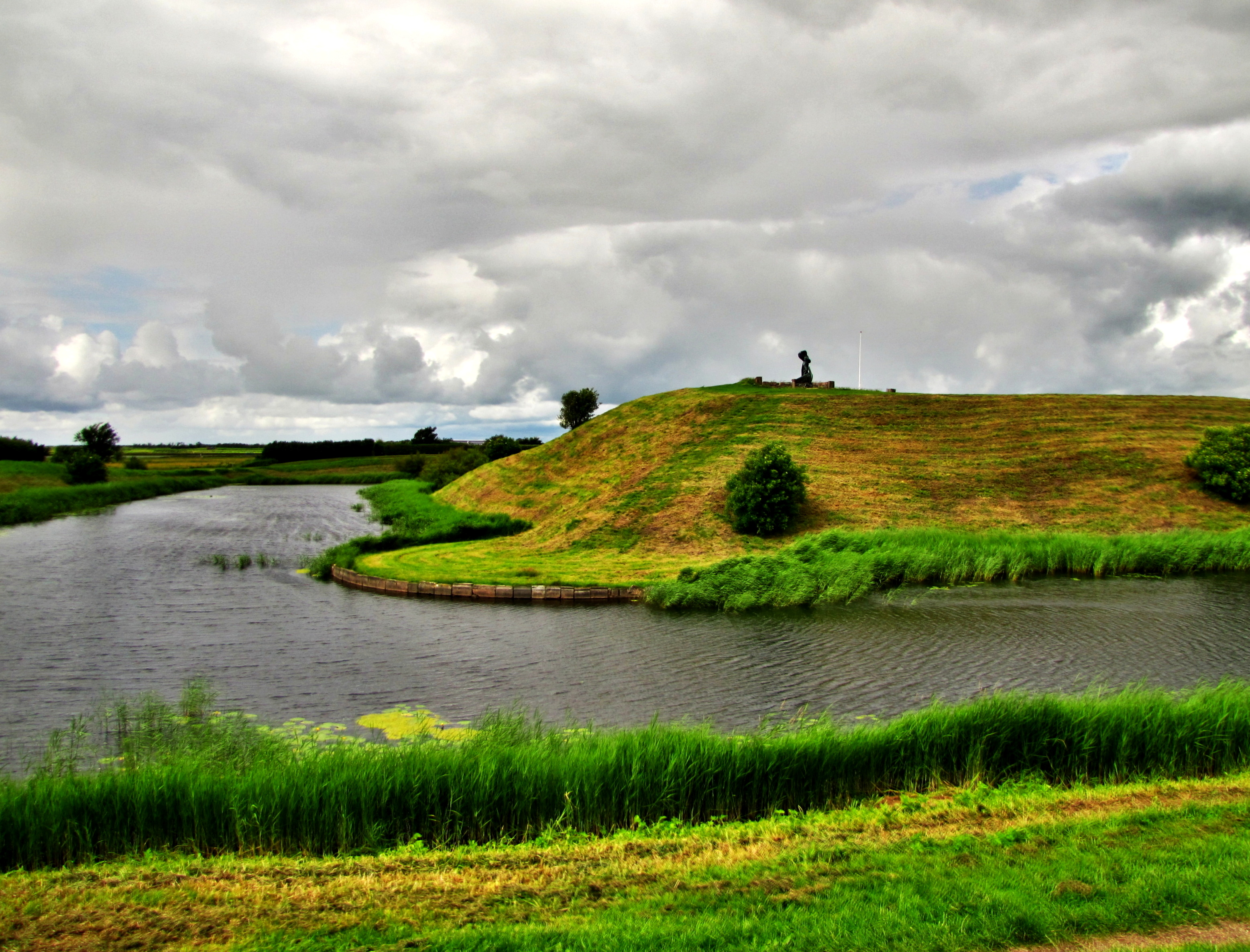
Ribehus Castle
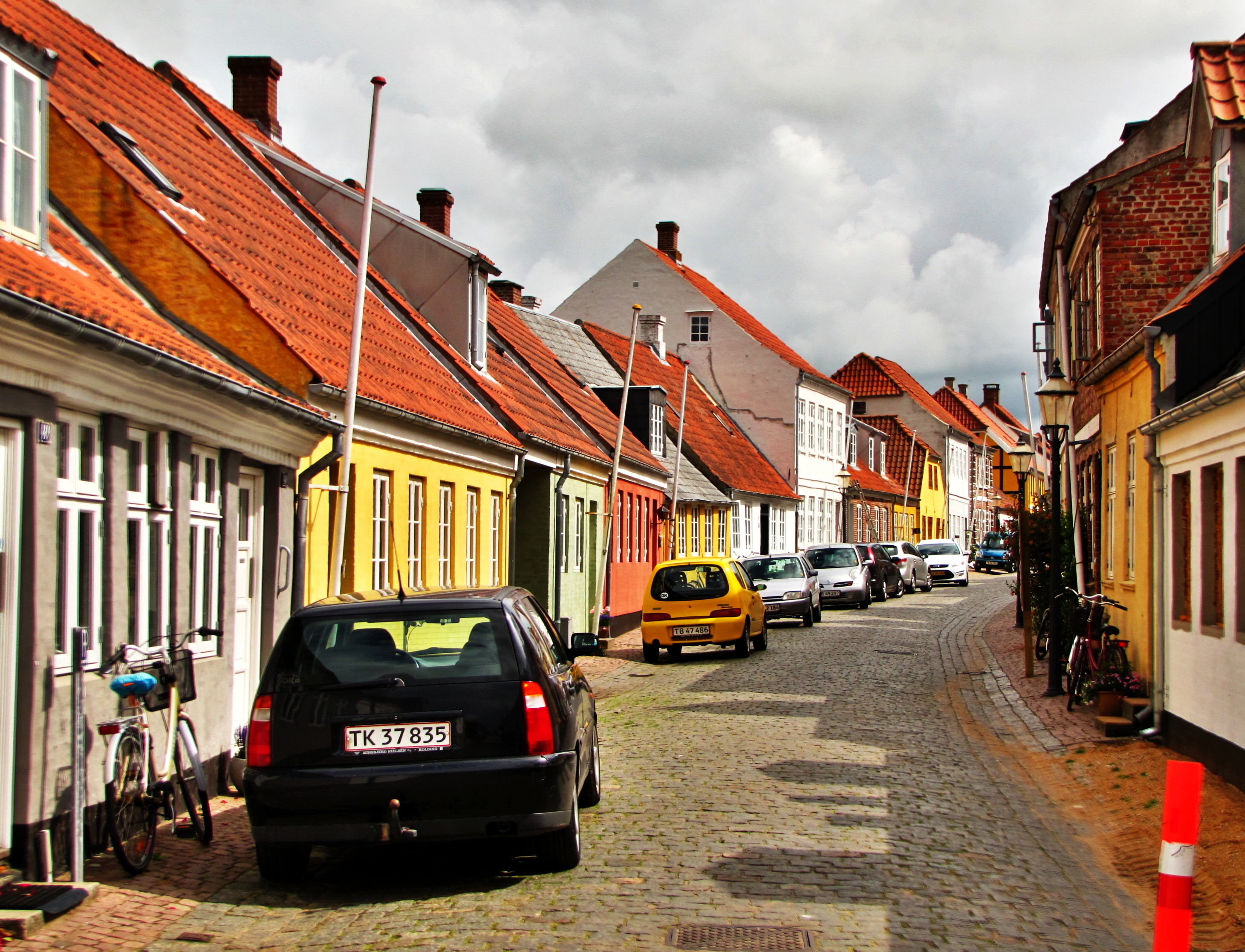
Ulice v centru města
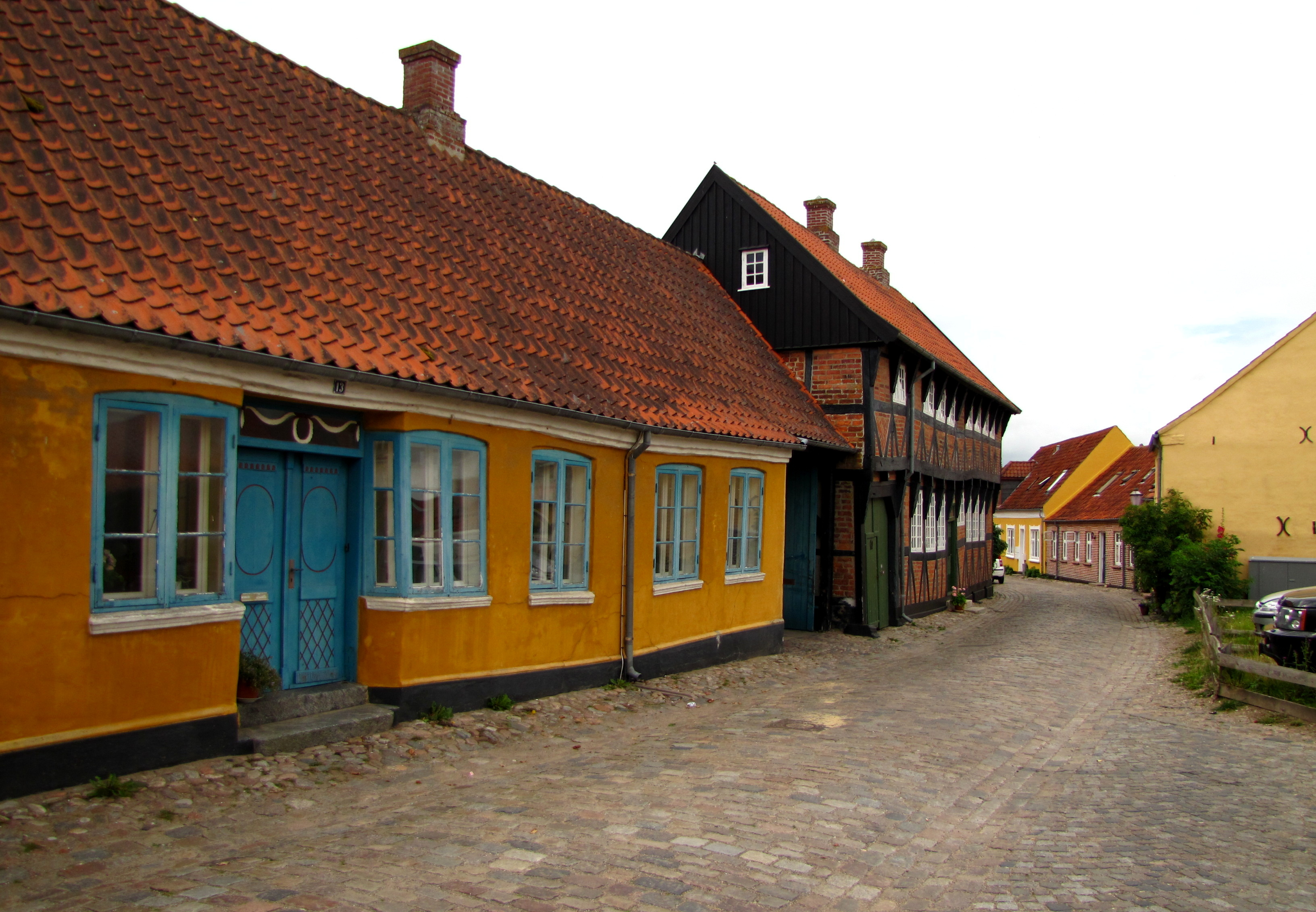
Pestrobarevné domky v historickém jádru
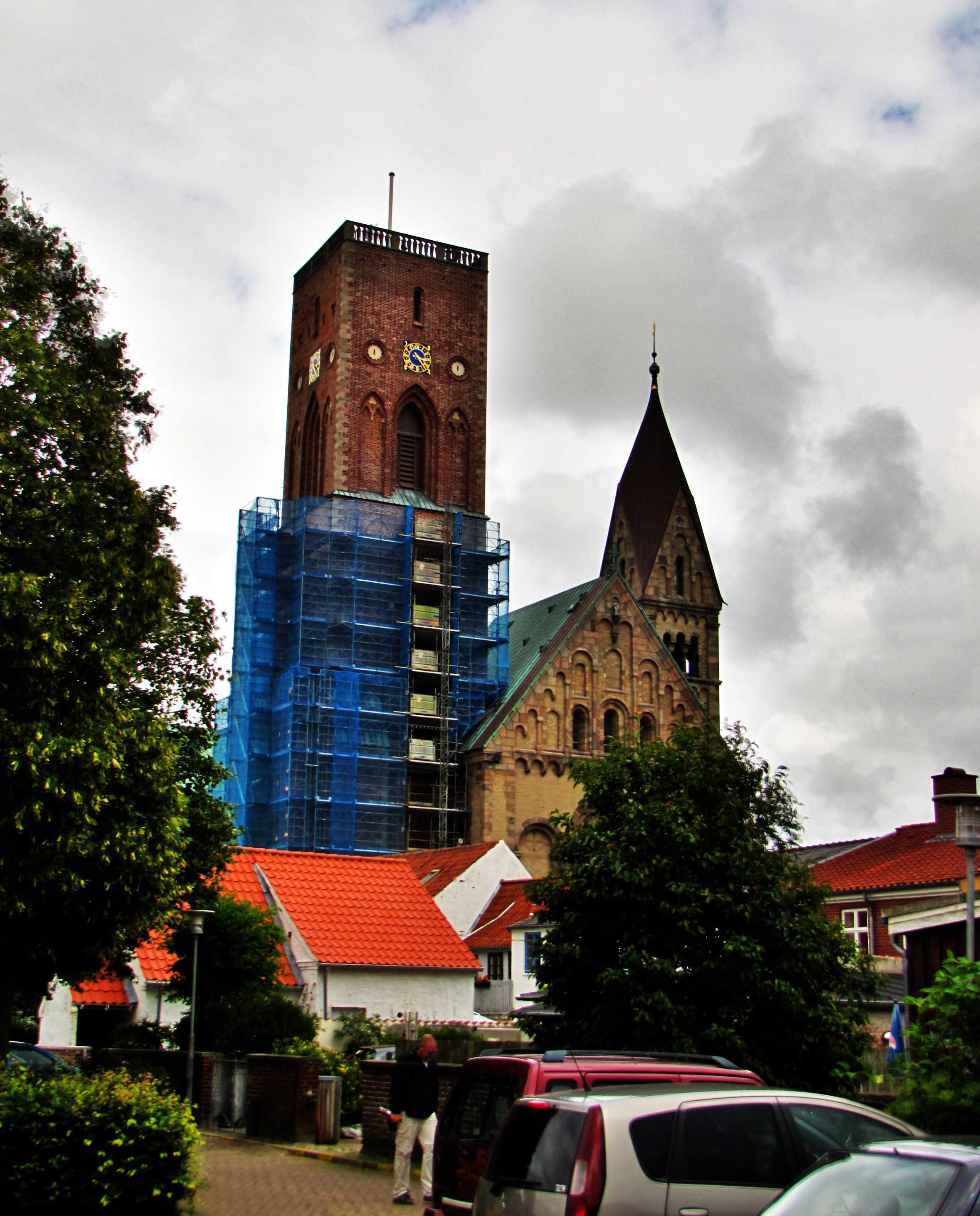
Katedrála
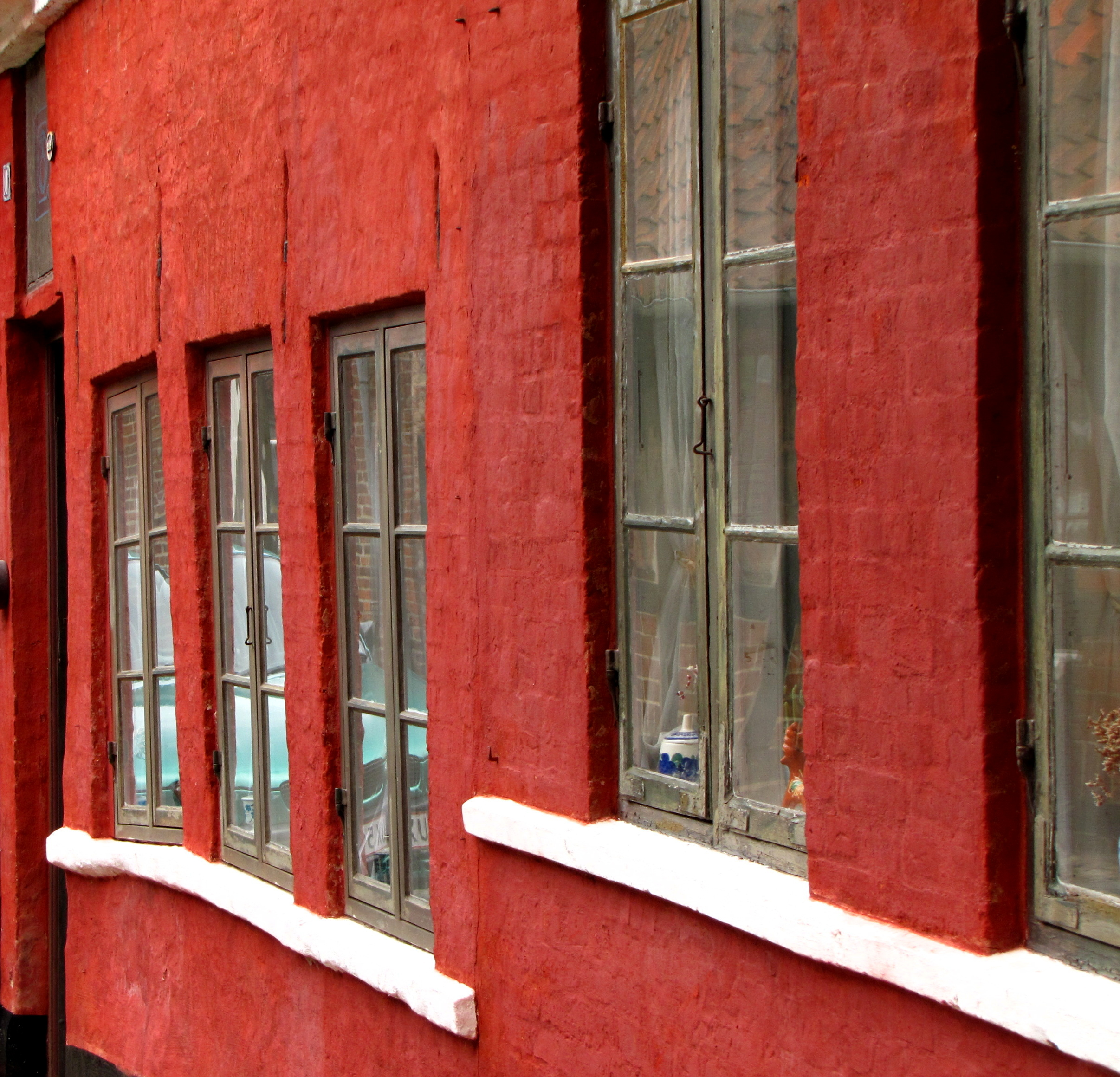
Křivá okna – historické jádro
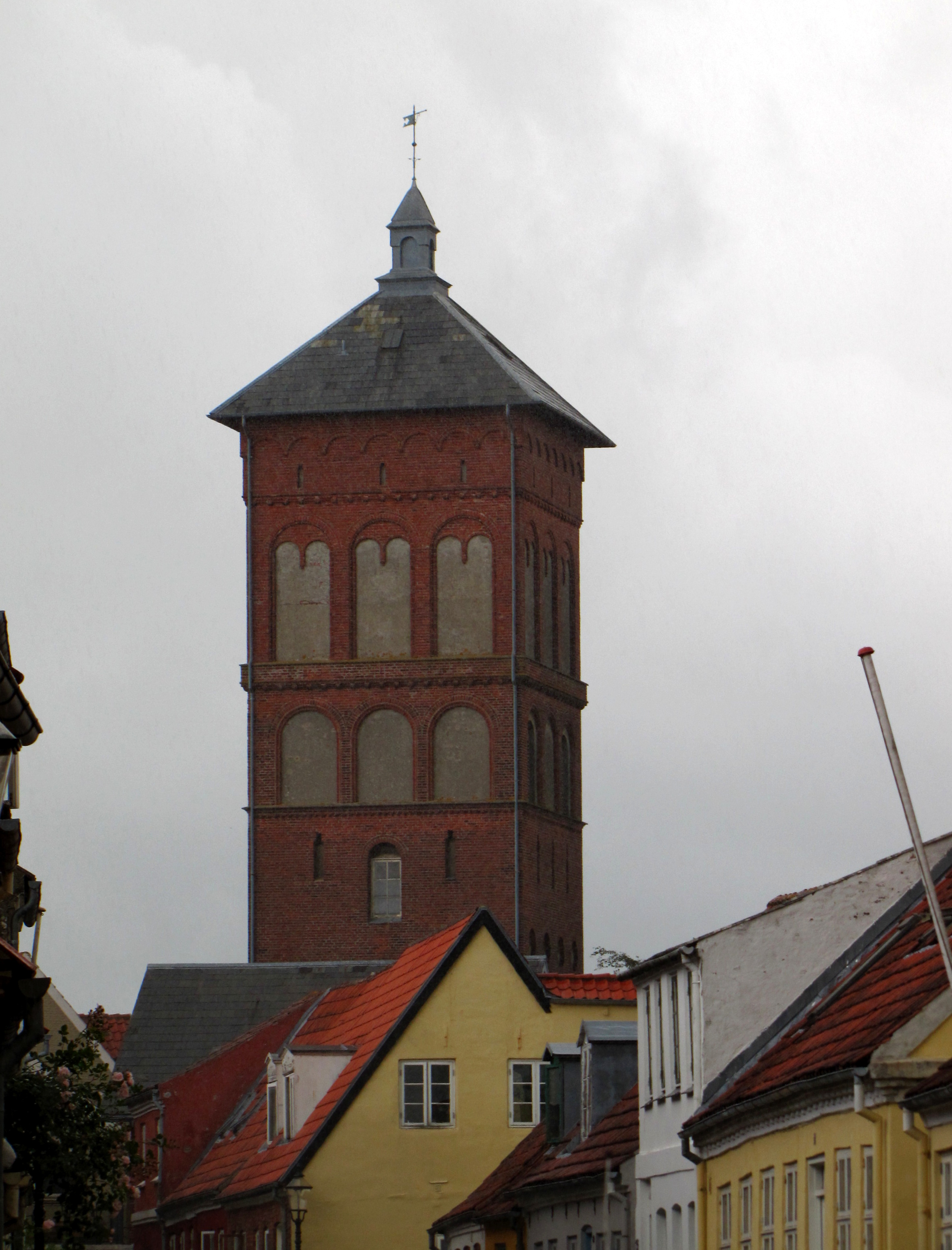
Věž v centru města